# Coleophora depauperella
Coleophora depauperella é uma espécie de mariposa do gênero Coleophora pertencente à família Coleophoridae.